# Ilieni (Covasna)
Ilieni [iliˈenʲ] (veraltet Ileni oder auch Ilefalva; deutsch Ilgendorf, ungarisch Illyefalva) ist eine Gemeinde im Kreis Covasna in der Region Siebenbürgen in Rumänien.
Der Ort Ileni ist auch unter der deutschen Bezeichnung Eliasdorf und der siebenbürgisch-sächsischen Bezeichnung Ilschendref bekannt.

## Geographische Lage

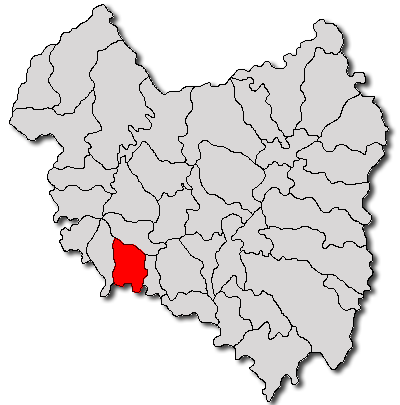
Lage der Gemeinde Ilieni im Kreis Covasna

Die Gemeinde Ilieni liegt in der Kronstädter Senke (Depresiunea Brașovului), in den Südausläufern der Baraolter Berge nördlich des historischen Burzenlands. In der historischen Region Szeklerland im Südwesten des Kreises Covasna befindet sich der Ort Ilieni am gleichnamigen Bach – ein rechter Zufluss des Olt (Alt) – und an der Kreisstraße (drum județean) DJ 112 neun Kilometer südlich von der Kreishauptstadt Sfântu Gheorghe (Sankt Georgen) entfernt.
Der nächstgelegene Bahnhof befindet sich in der Kreishauptstadt an der Bahnstrecke Brașov–Sfântu Gheorghe–Târgu Secuiesc.

## Geschichte
Der mehrheitlich von Szeklern bewohnte Ort Ilieni wurde erstmals 1332 urkundlich erwähnt. Nach Angaben von Ferenc László von 1910, wurden westlich von Ilieni am linken Ufer des Baches Ilieni archäologische Funde gemacht, welche auf eine Besiedlung des Areals, von den Einheimischen genannt Dealul Izvorului (ungarisch Forrásdomb), unter dem Gipfel Vârful Tăiat, in die Jungsteinzeit deuten. Bei Dealul Izvorului (ungarisch Forrásdomb), auch westlich des Ortes Ilieni am gleichnamigen Bach, deuten Funde auf eine Siedlung in die Römerzeit. Mehrere Funde aus unterschiedlichen Zeitalter wurden am Bach Agriș (Egrespatak) gemacht und befinden sich im Museum der Kreishauptstadt.
Auf dem Gebiet des eingemeindeten Dorfes Dobolii de Jos (ungarisch Aldoboly) am Ufer des Olt, auf dem Areal genannt Mândra (ungarisch Büszke), deuten Brandgräber in die Hallstattzeit und zahlreiche Funde in die Jungsteinzeit, Eisenzeit und Latènezeit, und befinden sich ebenfalls im Museum der Kreishauptstadt Sfântu Gheorghe.
Im eingemeindeten Dorf Sâncraiu (ungarisch Szentkirály) bei Culmea Lagului (ungarisch Lagteteje) vermerkt Márton Roska 1934 das Vorkommen des Vulkangesteins Obsidian. Auch diese Funde befinden sich im Museum von Sfântu Gheorghe.
Zur Zeit des Königreichs Ungarn gehörte Ilieni dem Stuhlbezirk Miklósvár in der Gespanschaft Háromszék (rumänisch Comitatul Trei-Scaune), anschließend dem historischen Kreis Trei-Scaune (deutsch Drei Stühle) und ab 1950 dem heutigen Kreis Covasna an.

## Bevölkerung
Die Bevölkerung der Gemeinde Ilieni entwickelte sich wie folgt:
| 1850 | 2.854 | 654   | 2.097 | 7  | 96            |
| 1920 | 3.332 | 1.144 | 2.159 | 15 | 14            |
| 1966 | 2.571 | 286   | 2.275 | 9  | 1             |
| 2002 | 1.853 | 237   | 1.610 | 6  | -             |
| 2011 | 2.036 | 253   | 1.749 | 4  | 34            |
| 2021 | 2.181 | 310   | 1.730 | 3  | 138 (35 Roma) |

Seit 1850 wurde auf dem Gebiet der Gemeinde Ilieni die höchste Einwohnerzahl und gleichzeitig die der Rumänen und der Rumäniendeutschen 1920 ermittelt. Die höchste Anzahl der Magyaren (2.786) wurde 1880 und die der Roma (96) 1850 registriert.

## Sehenswürdigkeiten
- Im Gemeindezentrum die Wehrburg,[9] wurde laut dem Verzeichnis historischer Denkmäler des Ministeriums für Kultur und nationales Erbe (Ministerul Culturii și Patrimoniului Național) im 15. Jahrhundert errichtet und im 18. Jahrhundert erneuert, deren reformierte Kirche 1782 bis 1786 errichtet, der Glockenturm im 18. Jahrhundert errichtet und das Pfarrhaus im 19. Jahrhundert errichtet, stehen unter Denkmalschutz.[10]
- In Ilieni die Landhäuser Bakó (1793 errichtet),[11] Bornemissza (18. Jahrhundert errichtet),[12] und Séra (1811 errichtet),[13] stehen unter Denkmalschutz.[10]
- Im eingemeindeten Dorf Dobolii de Jos das Landhaus der ungarischen Adelsfamilie Reznek (Czaker),[14] 1790 bis 1813 errichtet und das Landhaus Hollaky,[15] 1718 errichtet und 1806 erneuert, stehen unter Denkmalschutz.[10]
- Im eingemeindeten Dorf Sâncraiu die unitarische Kirche[16] im 15. Jahrhundert errichtet und im 18. Jahrhundert umgebaut, steht unter Denkmalschutz[10] und die reformierte Kirche um 1879 errichtet.[17]